# Д̈
Le dé tréma (capitale Д̈, minuscule д̈) est une lettre de l’alphabet cyrillique utilisée dans l’écriture du wakhi. Elle est composée d’un dé avec un tréma.

## Utilisation
Le dé tréma est utilisé dans l’alphabet cyrillique wakhi proposé en 2011.

## Représentations informatiques
Le dé tréma peut être représenté avec les caractères Unicodes suivants :
- précomposé (cyrillique, diacritiques)

| formes    | représentations | chaînes de caractères | points de code | descriptions                                     |
| --------- | --------------- | --------------------- | -------------- | ------------------------------------------------ |
| capitale  | Д̈               | Д◌̈                    | U+0414 U+0308  | lettre majuscule cyrillique dé diacritique tréma |
| minuscule | д̈               | д◌̈                    | U+0434 U+0308  | lettre minuscule cyrillique dé diacritique tréma |